# Limanul Tașaul
Liman maritim tipic, Tașaulul are o suprafață de 2335 ha (există și autori care indică 22,8 km2, probabil ca urmare a excluderii suprafeței fermei piscicole din amontele lacului), fiind situat la sud de Capul Midia și la nord de localitățile Sibioara și Năvodari, în județul Constanța, Dobrogea, România.

## Caracteristici
Limanul s-a format prin închiderea aluvionară a gurii maritime a văii râului Casimcea, care forma o „ria” sau „aber” al mării Negre, cu țărmurile prezentând promontorii și golfuri, înalte (3 m – 12 m) și constituite din calcare jurasice și șisturi verzi paleozoice. Odată format perisipul, azi cu lățimea de 1.500 m și culminând la 2,5 m deasupra mării, aportul de apă al râului Casimcea a ridicat nivelul limanului la 1 m deasupra nivelului mării. Are o adâncime maximă de 5,4 m. Apa este ușor salmastră, cu un nivel al luciului apei, care se menține constant datorită aportului râului Casimcea.
Există și două insule, „Ada” sau „Anonisa” cu o suprafață de 30,3 ha și o altitudine maximă de 12,8 m, și „Ostrov” sau „Platinisa”, cu o suprafață de 3,0 ha și o altitudine maximă de 4,6 m. Ambele denumiri „Ada” și „Ostrov” înseamnă „insulă”, prima în limba turcă, a doua în limba rusă (a Lipovenilor), iar denumirea „Tașaul” înseamnă „stâna de piatră” tot în limba turcă ; mai exista și denumirea mocănească „Pietroasa” de asemenea legată de terenul stâncos înconjurător. Denumirile „Anonisa” și „Platinisa”, dispărute odată cu minoritatea grecească din localitățile vecine, însemnau respectiv insula „înaltă” și „joasă”.
Datorită falezelor înalte și a salinității apei, doar puțină vegetație palustră crește de-a lungul malurilor. Ținuturile din jur sunt deluroase, acoperite cu vegetație stepică, ierboasă, tradițional pășune sărată pentru turmele de oi ale mocanilor, precum și de culturi agricole, în special cereale.
Limanul constituie un popas și refugiu pentru pasările acvatice aflate în migrație. Pasările care cuibăresc în Delta Dunării, trec primăvara și toamna peste acest lac sau se ascund în stufăriile sale.
Calitatea globală a apei corespunde, din punct de vedere chimic, clasei a III-a de calitate. Valorile medii ale azotului 
mineral total (4,887 mg/l), ale fosforului total (0,1568 mg/l), și ale biomasei ﬁtoplanctonice (20,428 mg/l) încadrează
apele limanului Tașaul în tipul hipertrof. În anul 2005, Tașaulul se încadra în clasa a V-a de calitate, ceea ce 
corespunde unei stări ecologice degradate.